# Jednostka regionalna Trikala
Jednostka regionalna Trikala (gr. Περιφερειακή ενότητα Τρικάλων) – jednostka administracyjna Grecji w regionie Tesalia. Powołana do życia 1 stycznia 2011 w wyniku przyjęcia nowego podziału administracyjnego kraju. W 2021 roku liczyła 122 tys. mieszkańców.
W skład jednostki wchodzą gminy:
- Farkadona (4),
- Kalambaka (2),
- Pili (3),
- Triki (1).